# Chacokriget
Chacokriget var en militär konflikt mellan Bolivia och Paraguay om kontrollen över Chacoregionen som pågick mellan 1932 och 1935. Trots sin låga befolkningstäthet var regionen strategiskt viktig för Bolivia, då den via Paraguayfloden gav tillgång till Atlanten. Dessutom trodde man på den tiden att regionen hade stora oupptäckta oljerikedomar.

## Bakgrund
Bakgrunden till kriget var en gränstvist mellan Bolivia och Paraguay om Chaco. Det väldiga området var i stort sett helt outforskat och hade under lång tid varit totalt ointressant för båda länderna, båda länderna gjorde visserligen anspråk på området men hade inte haft någon anledning att göra någon stor sak av detta. Men när några mindre oljefyndigheter upptäcktes i Chaco Boreal, en region norr om Pilcomayofloden och väster om Paraguayfloden av oljebolagen Standard Oil och Royal Dutch Shell väcktes förhoppningar om att hela Chaco rymde större oljefyndigheter och området blev plötsligt ett högt prioriterat intresse för båda länderna. Chaco, som av Bolivia ansågs som en av landets provinser (Gran Chaco), blev mycket betydelsefullt för det fattiga och isolerade landet som efter att ha förlorat sin kust till Chile under Stillahavskrigen och därmed sin kontakt med Stilla havet nu såg sin chans till ekonomiska framsteg och en möjlighet att bryta sin isolering. Landet hoppades att få tillgång till Atlanten genom en oljeledning genom Chaco till Paraguayfloden och därmed kunna återfå sin kontakt med havskusten. Bolivia hade dessutom drabbats mycket hårt ekonomiskt av den stora depressionen och såg de potentiella oljefyndigheterna i Chaco som en lösning på landets omfattande ekonomiska problem. Paraguay å sin sida, minst lika fattigt och isolerat som Bolivia, hade förlorat över halva sitt territorium och nästan hela sin manliga befolkning i det förödande Trippelallianskriget 1864-1870 och hade allt sedan dess präglats av politisk oro, fattigdom och korruption. Nu såg landets ledare de potentiella oljefyndigheterna i Chaco Boreal som en möjlighet till en nationell upprättelse om man lyckades säkra området. Trots flera länders medlingsförsök ledde det ökade antalet händelser vid gränsen till att höga militärer och politiker i både Bolivia och Paraguay ansåg att kriget var oundvikligt.
På order av Bolivias president Daniel Salamanca Urey gick bolivianska trupper in i Chaco i början av 1932 för att bygga en garnison, där stötte de dock på paraguayanska soldater som var där av samma skäl och en mindre eldstrid utbröt varpå de paraguayanska trupperna retirerade. President Salamanca tog denna incident som en anledning till att bryta de diplomatiska förbindelserna med Paraguay och ökade Bolivias militärbudget, trots att landet drogs med svåra ekonomiska problem. Salamanca drog ut landet i krig mot Paraguay år 1932 – övertygad om att Bolivia var bättre rustat, med trupper som fått träning i Tyskland och som var numerärt överlägsna den paraguayanska arméns.

## Kriget
När kriget slutligen bröt ut i juli 1932 var man i Bolivia säkra på en mycket snabb seger. Landet var rikare och hade större befolkning än Paraguay och dess väpnade styrkor var större, hade en på pappret bättre officerskår samt var bättre övade och utrustade. Dessa fördelar visade sig dock snabbt vara betydelselösa i jämförelse med paraguayanernas vilja att försvara sitt land. De starkt motiverade paraguayanerna hade lärt sig av det förödande Trippelallianskriget och både den paraguayanska staten och militären hade sedan dess varit övertygad om att ett nytt krig förr eller senare skulle bli oundvikligt och hade därför lagt ned stora resurser på att förbereda sig för en invasion. Den paraguayanska armén var alltså mycket väl förbered och dessutom betydligt mer disciplinerad och bättre motiverad och hade via en för tiden väl utbyggd militär underrättelsetjänst skaffat sig goda kunskaper om Chacos geografi och hade färdiga planer för att infiltrera de bolivianska linjerna, vilket de mycket enkelt också lyckades med. De omringade också posteringar och erövrade proviant- och vapenförråd. Därtill tvångsinkallades många indianer från den bolivianska högplatån Altiplano in i den bolivianska armén. Dessa hade inget intresse för kriget och var i stor utsträckning oförmögna att klara det varma och torra klimatet i Chacos lågland. Utöver detta försvårades den bolivianska kampen av långa transporter och dåliga vägar. Dessutom plågades den bolivianska armén av en enorm inkompetens inom officersstaben, som inte rustat armén för något längre krig. Den bolivianska officerstaben hade räknat med en snabb seger och att det paraguayanska försvaret skulle kollapsa inom högst en månad så när motgångarna började hopa sig sjönk stridsmoralen snabbt i de bolivianska leden. Ett eventuellt nederlag i kriget hade knappt diskuterats överhuvudtaget och någon plan för organiserad reträtt och omgruppering fanns inte, det resulterade i att hela regementen deserterade eller gav sig utan strid när de stötte på paraguayanska styrkor. Paraguayanerna visade sig, åtminstone under inledningen av kriget, dessutom vara mer sammansvetsade än bolivianerna tack vare ett bra samarbete mellan president Eusebio Ayala och överbefälhavaren José Félix Estigarribia (som senare även han blev president).
Efter Paraguays seger vid Campo Via i december 1933 såg Bolivia ut att vara nära en kapitulation. Vid det tillfället gick dock president Ayala med på ett vapenstillestånd, ett beslut som möttes av hån i Asunción. I stället för att avsluta kriget genom en snabb seger som skulle ha kunnat förbättra deras politiska möjligheter, skrev liberalerna under att avtal om stillestånd som tycktes ge Bolivia möjlighet att omgruppera, vilket de också gjorde, och kriget fortsatte fram till juni 1935, men trots att liberalerna framgångsrikt hade lett Paraguays ockupation i nästan hela det omtvistade området som erövrats och vunnit kriget så var de borta från politiken.
Bolivianerna fortsatte dock att förlora alla större slag och i slutet av 1934 hade de drivits tillbaka cirka  500 kilometer från sina ursprungliga positioner djupt inne i Chaco till foten av Anderna. Allvarliga strategiska problem, inkompetens och svåra logistikproblem för att nå stridslinjen bidrog till förlusterna. Utöver detta klarade inte de inrekryterade indianerna, som utgjorde en vital del av den bolivianska armén, av klimatet i Chacos lågland. Trots de höga befälens allt mer tilltagande vilja att avsluta kriget var Salamanca fast besluten, trots att kriget höll på att göra landet totalt bankrutt, att fortsätta till varje pris. 1934 reste han till fronten i Chaco för att själv ta befälet över krigsansträngningarna, men arresterades av höga befäl och tvingades istället avgå. Hans vicepresident, José Luis Tejada Sorzano, som var känd för sin fredssträvan, valdes till president 1934–1936.
Avsättningen av Salamanca blev en vändpunkt i Chacokriget. Paraguay såg Salamancas avsättning som sin chans till ett definitivt avgörande och gick till offensiv, men de paraguayanska trupperna stoppades av nya och mer kompetenta bolivianska officerare som den nya regeringen tillsatt, bolivianerna ändrade taktik och började strida närmare sina egna försvarslinjer, vilket gjorde försvaret mer kompakt och svårare för paraguayanerna att bryta igenom. Den 14 juni 1935 deklarerades vapenstillestånd av de neutrala länderna Argentina, Brasilien, Chile, Colombia, Peru och USA. En definitiv uppgörelse nåddes dock inte förrän 1938. Bolivia förlorade Chaco men behöll nästan alla oljefälten, som Paraguay hade misslyckats med att erövra, det visade sig dock snart att fyndigheterna var mycket små.

## Konsekvenser av kriget
Båda länderna led stora förluster under kriget. Men för Bolivia blev kriget en katastrof, landet tvingades ta omfattande nödlån av USA för att inte riskera total statsbankrutt, och under de kommande decennierna kom landet att kastas in i en ny period av svåra politiska oroligheter och ekonomiskt kaos. Av Bolivias befolkning på omkring 3 000 000 invånare dödades uppskattningsvis 65 000 människor och 35 000 skadades eller tillfångatogs.
Även för Paraguay blev kriget mycket kostsamt, landet hade förlorat över 40 000 döda och hade tvingats lägga så gott som alla sina resurser på kriget, vilket fick till följd att landets ekonomi var hårt ansträngd vid krigsslutet, man hade även misslyckats med att erövra så gott som alla de oljefält som varit startskottet för kriget. Men kriget blev trots detta något av en vändpunkt i Paraguays historia. Landet lyckades nästintill fördubbla sitt territorium då man kunde införliva nästan hela Chaco vilket ledde till att en stark känsla av optimism och framtidstro för första gången sedan Trippelallianskriget på allvar fick fäste i landet och en period av relativ politisk stabilitet och ekonomisk tillväxt följde under åren efter kriget.